# لي أيريس
لي أيريس (بالإنجليزية: Lee Ayres)‏ هو لاعب كرة قدم بريطاني، ولد في 28 أغسطس 1982 في برمنغهام في المملكة المتحدة. لعب مع فوريست غرين ونادي بيرتن ألبيون ونادي تاموورث ونادي موور غرين لكرة القدم ونادي والسول ونادي ووستر سيتي.

## وصلات خارجية
- لي أيريس على موقع قاعدة بيانات كرة القدم.إي يو (الإنجليزية)
- لي أيريس على موقع Soccerbase.com (لاعب) (الإنجليزية)
- لي أيريس على موقع Soccerway.com (الإنجليزية)